# Complesso di lancio 34

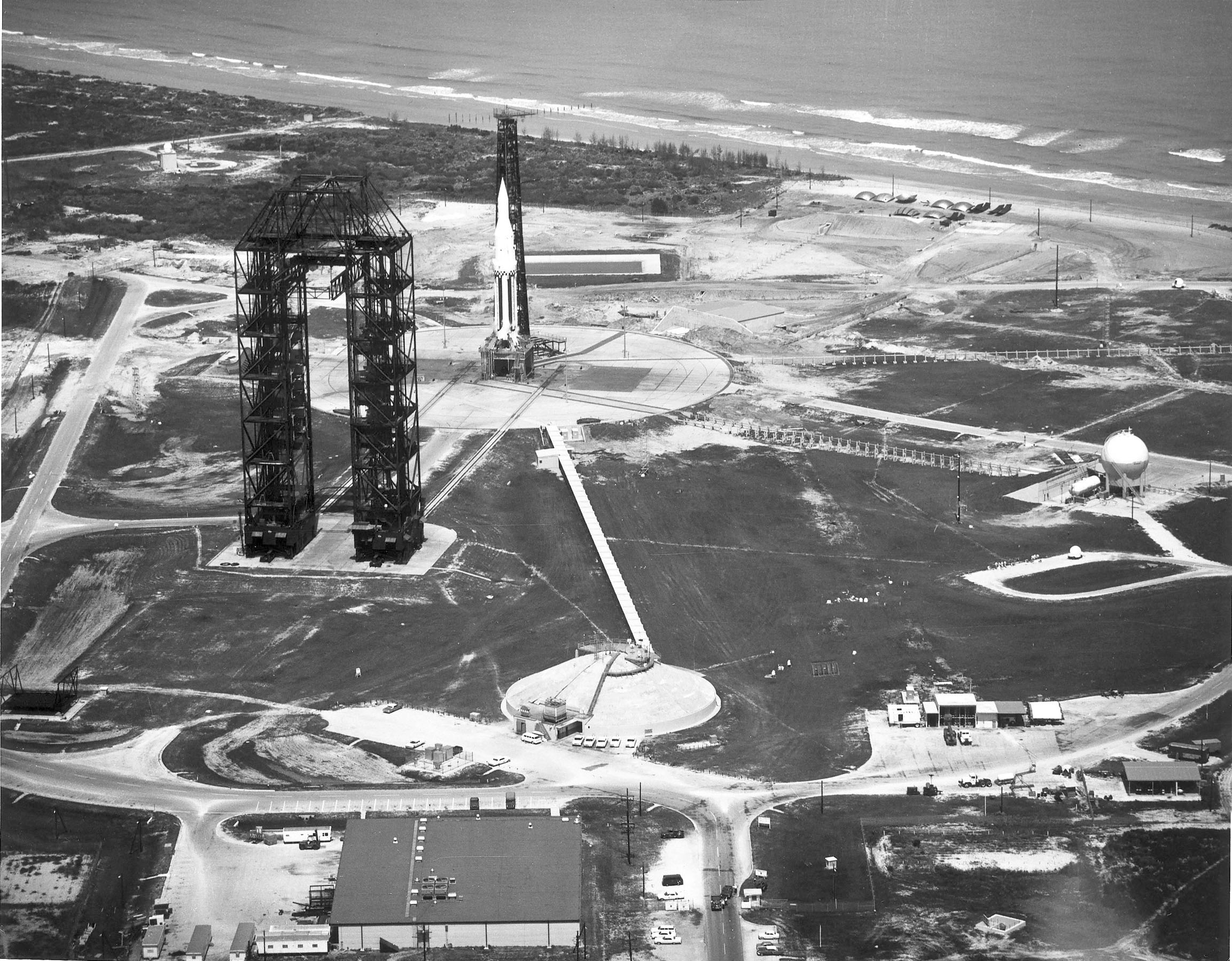
Il complesso di lancio 34 con il razzo Saturn I, il 28 marzo 1963

Il complesso di lancio 34 (LC-34) è un sito di lancio non più attivo che fa parte del Cape Canaveral Space Force Station, in Florida. Con il compagno LC-37 a nord fu usato dalla NASA dal 1961 al 1968 per lanciare i razzi Saturn I e IB in seno al programma Apollo. 
Il sito fu il teatro dell'incendio dell'Apollo 1, che causò la morte degli astronauti Gus Grissom, Edward White e Roger Chaffee il 27 gennaio 1967. Venne usato l'ultima volta l'11 ottobre 1968, quando venne lanciato il primo razzo con equipaggio, ovverosia l'Apollo 7.

## I lanci

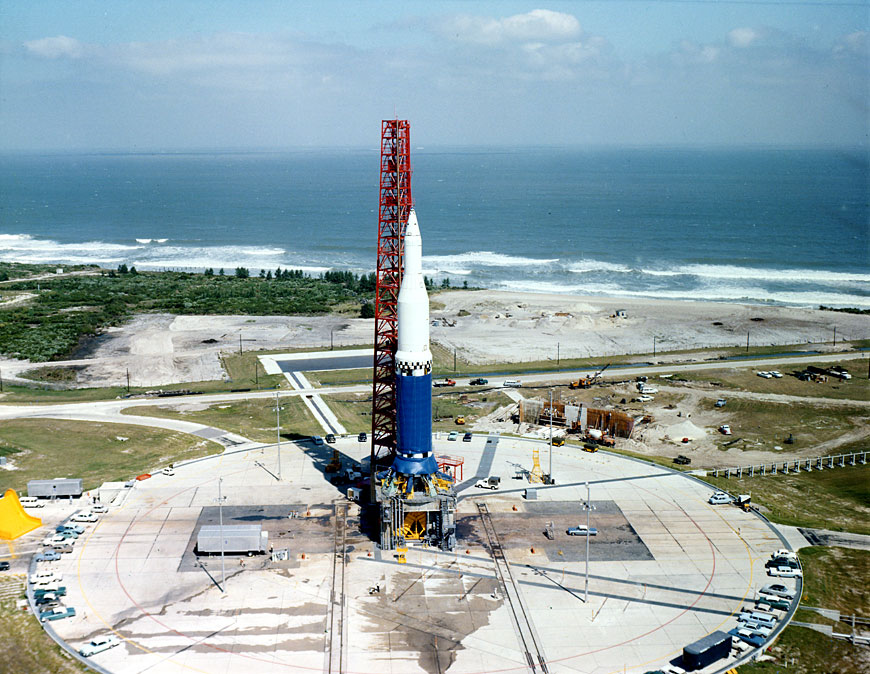
Il Saturn I per la missione SA-3 in posizione di lancio, prima del novembre del 1962

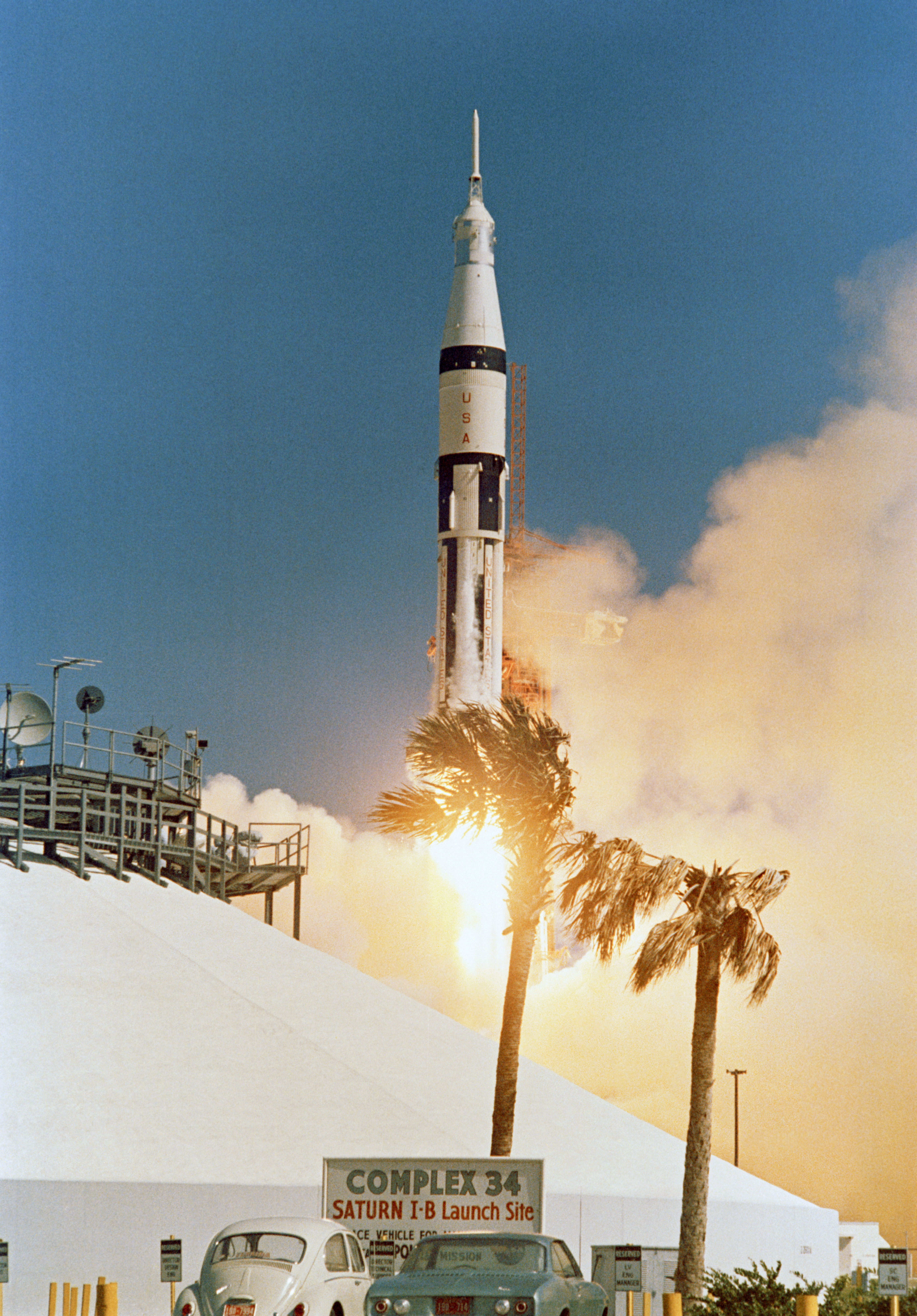
Il lancio dell'Apollo 7

| Data             | Tempo (GMT) | Veicolo di lancio | Missione | Carico utile              | Note |
| ---------------- | ----------- | ----------------- | -------- | ------------------------- | --- |
| 27 ottobre 1961  | 15:06       | Saturn I          | SA-1     | (nessuno)                 | Primo uso del sito di lancio e primo volo del Saturn I.                                                                                 |
| 25 aprile 1962   | 14:00       | Saturn I          | SA-2     | Highwater                 | L'autodistruzione è avvenuta dopo il completamento della missione per testare gli effetti dell'acqua ad alta quota sulle comunicazioni. |
| 16 novembre 1962 | 17:45       | Saturn I          | SA-3     | Highwater                 | L'autodistruzione è avvenuta dopo il completamento della missione per testare gli effetti dell'acqua ad alta quota sulle comunicazioni. |
| 28 marzo 1963    | 20:11       | Saturn I          | SA-4     | (nessuno)                 | Uso di fantocci con fattezze umane. |
| 26 febbraio 1966 | 15:06       | Saturn IB         | AS-201   | Apollo CSM                | Primo volo del Saturn IB e Apollo CSM senza equipaggio.                                                                                 |
| 25 agosto 1966   | 17:15       | Saturn IB         | AS-202   | Apollo CSM                | Test suborbitale senza equipaggio del Saturn IB e CSM.                                                                                  |
| 21 febbraio 1967 | Cancellato  | Saturn IB         | Apollo 1 | Apollo CSM con equipaggio | Il 27 gennaio l'incendio nella cabina sulla piattaforma ha ucciso l'intero equipaggio.                                                  |
| 11 ottobre 1968  | 15:02       | Saturn IB         | Apollo 7 | Apollo CSM con equipaggio | Primo volo Apollo con equipaggio e ultimo utilizzo del sito di lancio                                                                   |